# Seminario Rabínico de América
El Seminario Rabínico de América (en inglés: Rabbinical Seminary of America) (RSA), también llamado Yeshivá Chofetz Chaim, es una red de academias talmúdicas de la tradición no jasídica, basadas principalmente en América del Norte, y en Israel. Su sede central se encuentra en el barrio de Kew Gardens Hills, en Queens, Nueva York, Estados Unidos. El seminario es llamado Chofetz Chaim, como la obra del Rabino Israel Meir Kegan. El seminario tiene una red de escuelas talmúdicas afiliadas, y cuenta con ramas en los Estados Unidos, Canadá e Israel.

## Historia
La yeshivá Chofetz Chaim fue establecida en 1933 por el Rabino Dovid Leibowitz, un sobrino-nieto del Israel Meir Kegan, llamado el Chofetz Chaim. Leibowitz era un discípulo de Nosson Tzvi Finkel, y el también había estudiado con Naftoli Trop y el Chofetz Chaim en la Yeshivá de Radun. Actualmente Radun se encuentra en Bielorrusia, aunque anteriormente había formado parte de Polonia. El nombre Chofetz Chaim significa "el buscador de la vida" o "el que desea la vida" en hebreo. El libro se centra en las leyes religiosas judías relacionadas con el habla correcta. El primer edificio de la yeshivá estaba en Williamsburg, Brooklyn. En diciembre de 1955 la yeshivá se mudó a Forest Hills, en Queens, y a principios del año académico 2003, a Kew Gardens, en el borough de Queens también. Tras el fallecimiento de su fundador en diciembre de 1941, la yeshivá fue dirigida y desarrollada por su hijo, el Rabino Henoch Leibowitz. La yeshivá es liderada por dos de sus discípulos más cercanos, los rabinos Dovid Harris y Akiva Grunblatt. El Seminario Rabínico de América, tiene una escuela secundaria para chicos (High school), y un seminario rabínico de formación, que ofrece la ordenación rabínica (semijá). Los estudiantes rabínicos del seminario, a menudo pasan una década o más en la yeshivá, estudiando un plan de estudios tradicional, que se centra principalmente en el aprendizaje del Talmud, el Musar (ética), y la Halajá (ley judía).

## Organizaciones afiliadas
Las siguientes organizaciones y entidades educativas, están afiliadas con el Seminario Rabínico de América, más conocido como Yeshivas Chofetz Chaim:

### Canadá

#### Columbia Británica
- Pacific Torah Institute. Vancouver, Columbia Británica.

### Estados Unidos

#### California
- Yeshiva Ner Aryeh. Valley Village, California.

#### Florida
- Orlando Torah Academy. Orlando, Florida.
- Orlando Torah Center. Orlando, Florida.
- Torah Academy of Boca Raton. Boca Ratón, Florida.
- Yeshiva Tiferes Torah of Boca Raton. Boca Ratón, Florida.
- Yeshiva Toras Chaim Toras Emes, North Miami Beach.

#### Misuri
- Missouri Torah Institute. Chesterfield, Misuri.

#### Nevada
- Mesivta of Las Vegas. Las Vegas, Nevada.

#### Nueva Jersey
- Foxman Torah Institute. Cherry Hill, Nueva Jersey.

#### Nueva York (Estado)
- Kollel Ner Dovid. Flushing, Queens. Ciudad de Nueva York.
- Mesivta Tiferet Torah. Kew Gardens Hills, Queens. Ciudad de Nueva York.
- Yeshiva Chofetz Chaim, Queens. Ciudad de Nueva York.

#### Texas
- Texas Torah Institute. Dallas, Texas.

#### Washington (Estado)
- Torah Academy of the Pacific Northwest. Seattle. Estado de Washington.

#### Wisconsin
- Wisconsin Institute for Torah Study. Milwaukee, Wisconsin.

### Israel

#### Jerusalén
- Yeshiva Chofetz Chaim Jerusalem. Jerusalén, Israel